# Fortanete

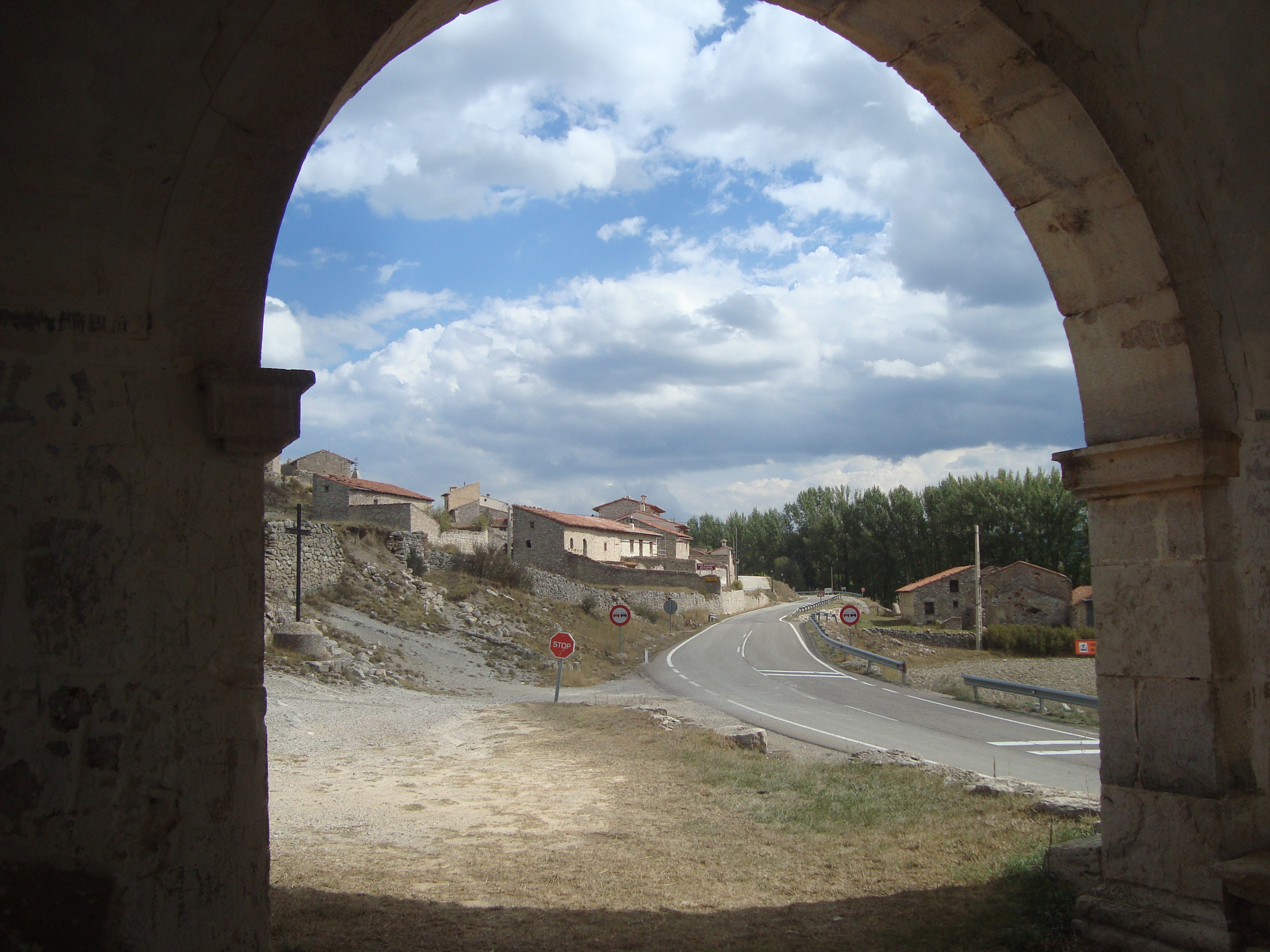
Fortanete (Teruel, Aragón)

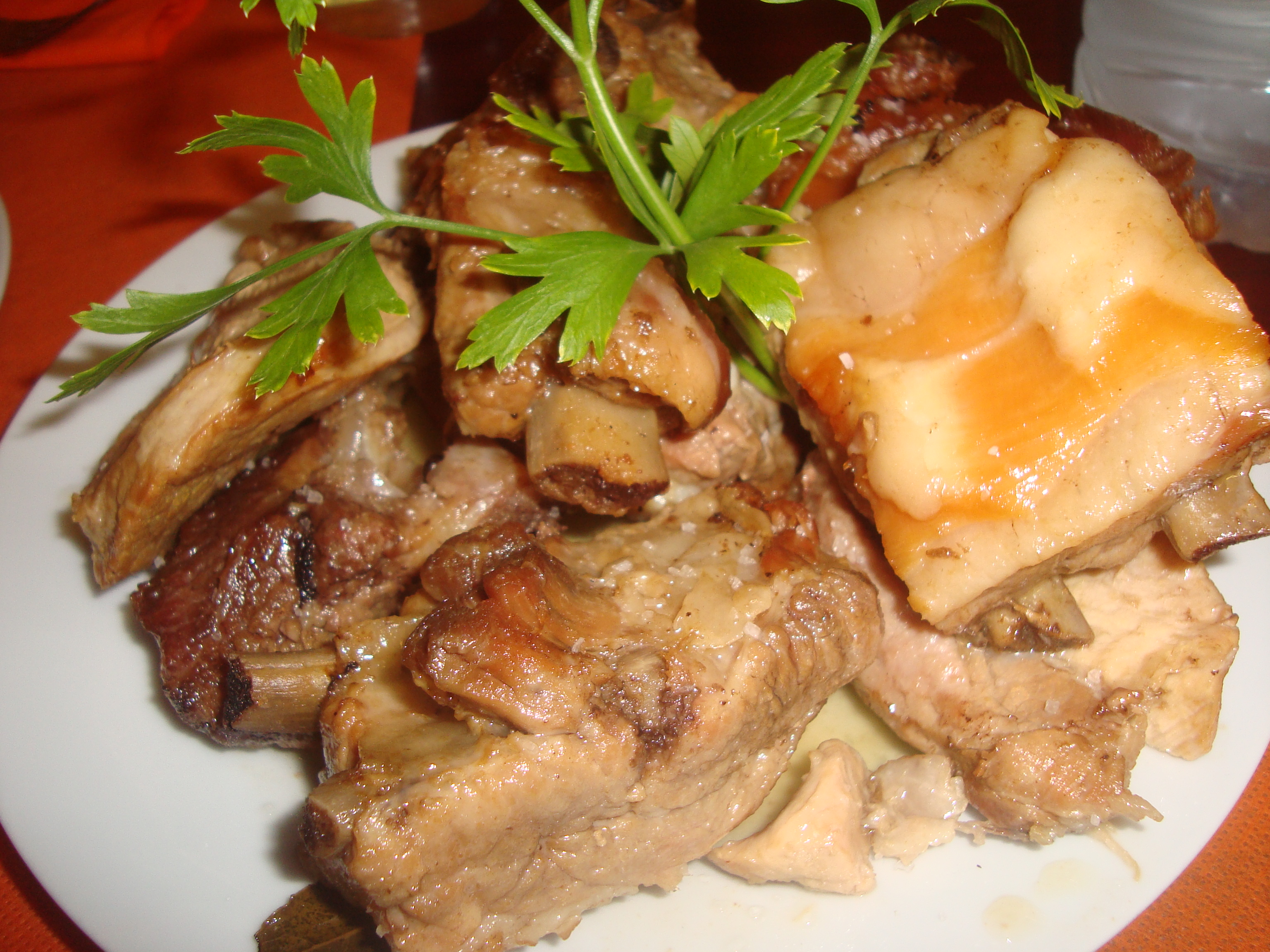
Gastronomia de Fortanete, plato de lomo y costilla en conserva.

Fortanete est une commune d’Espagne, dans la Comarque du Maestrazgo, province de Teruel, communauté autonome d'Aragon.

## Les Hospitaliers
Fortanete fut donnée aux Hospitaliers de l'ordre de Saint-Jean de Jérusalem en 1202 dans le cadre de la reconquista. Elle faisait partie de leur commanderie d'Aliaga au sein de la châtellenie d'Amposta.

## Liens externes

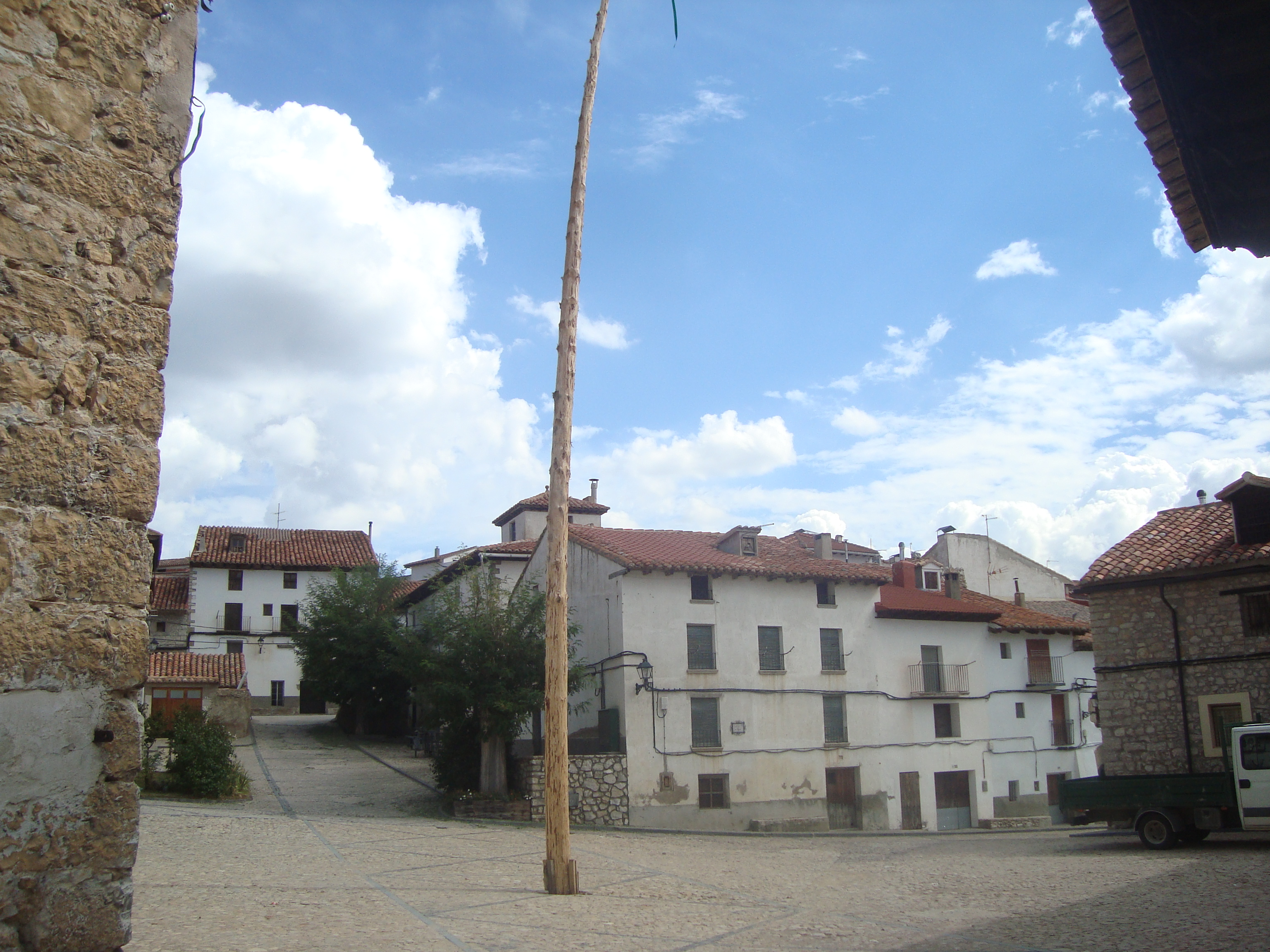
Fortanete (Teruel, Aragón)

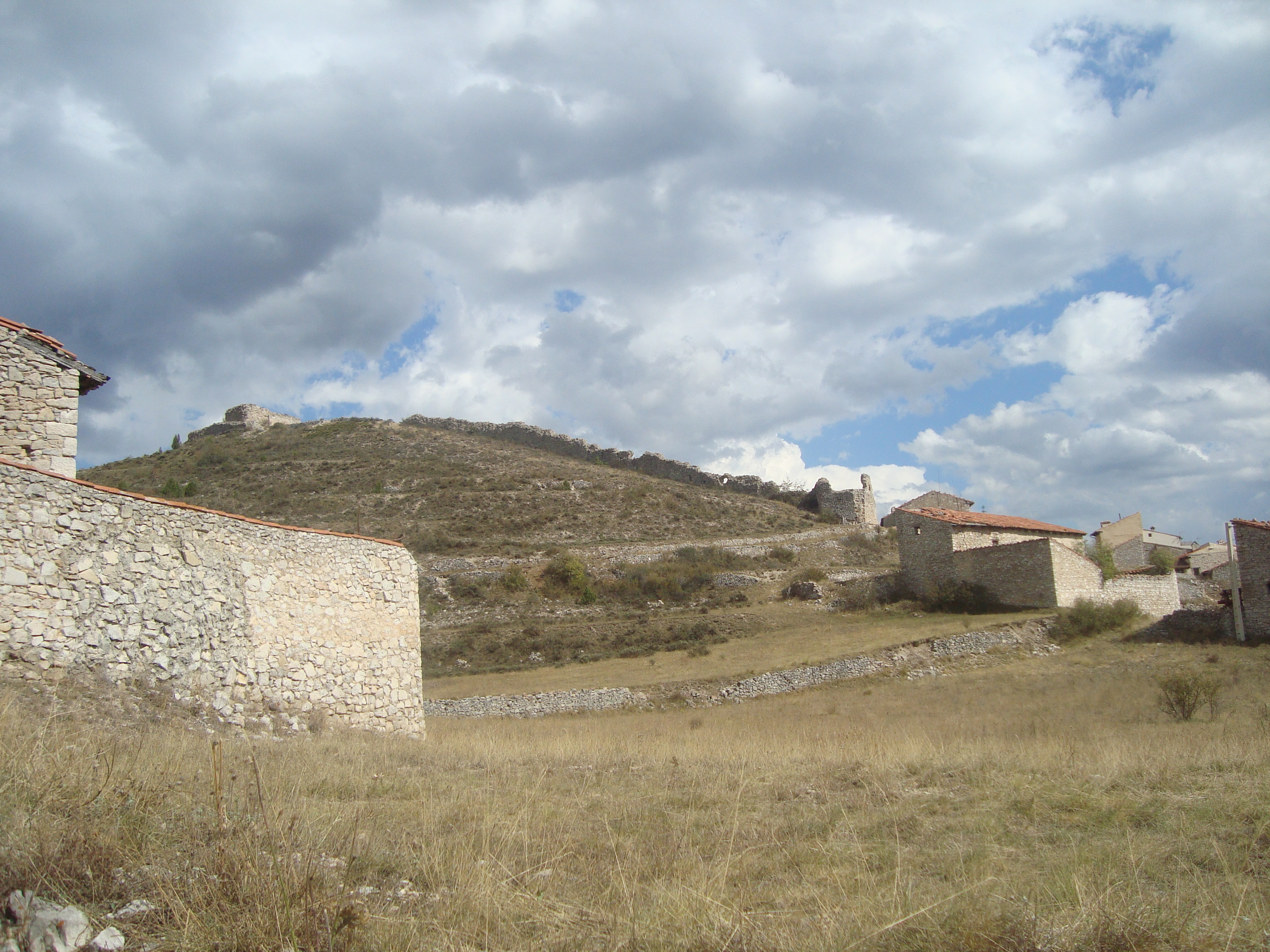
Fortanete (Teruel, Aragón)